# Steve Timmons
Steven Dennis Timmons, más conocido como Steve Timmons (Newport Beach, Estados Unidos, 3 de noviembre de 1960) es un exjugador de voleibol y de voleibol de playa estadounidense, incluido en la Volleyball Hall of Fame en 1998.

## Trayectoria

### Jugador
Timmos comienza a jugar voleibol en los equipos de las escuelas, en la infancia  en el Newport Harbor High School y luego en el Orange Coast Collage. En 1977 acude a la Universidad del Sur de California y con los Troyanos consigue ganar el campeonato NCAA de 1980. A partir de 1983 y hasta 1992 forma parte de la selección de los Estados Unidos con la cual participa en tres ediciones de los Juegos Olímpicos ganando una medalla cada vez. Se proclama campeón olímpico en los juegos de Los Ángeles 1984 (donde es nombrado MVP) y de Seúl 1988 y gana el bronce en los Barcelona 1992. También consigue ganar el Campeonato norteamericano de 1985 y el Mundial de Francia 1986.
En la temporada 1990/1991 se marcha a Italia y junto a Karch Kiraly juega dos años como profesional de voleibol en el Porto Ravenna Volley, logrando ganar un campeonato, una copa de Italia, la Champions League 1991/1992, la Supercopa de Europa 1992 y el Mundial de clubes de 1991.

## Palmarés
- Campeonato NCAA División I (1): 1980
- Campeonato de Italia (1): 1990/1991
- Copa de Italia (1): 1990/1991
- Champions League (1): 1991/1992
- Supercopa de Europa (2): 1992
- Campeonato Mundial de Clubes (1): 1991